# Аккерман, Макс
Макс Аккерман (нем. Max Ackermann; 5 октября 1887, Берлин — 14 ноября 1975, Унтерлегенхардт) — немецкий художник и график.

## Жизнь и творчество
М.Аккерман начинает изучать живопись в Школе искусств в Веймаре в 1906 году под руководством Хенри ван дер Вельде, затем в 1908 году в Дрездене и с 1909 — в Мюнхенской академии у Франца фон Штука. В 1912 году М.Аккерман поступает в штутгартскую Академию изобразительных искусств, в класс Адольфа Хёльцеля. А.Хольцель оказал большое влияние на развитие таланта молодого художника. Здесь Аккерман также впервые познакомился с абстрактным искусством.
С началом Первой мировой войны в 1915 году М.Аккерман призывается в германскую армию, в пехоту. После тяжёлого ранения и длительного лечения в госпитале, в 1917 году он демобилизован. Художник увлечён социально-критической тематикой, политически он близок к коммунистам. В 1920-е годы работает художником в Штутгарте, где открывает учебное ателье «нового искусства». В 1924 он становится членом штутгартской легкоатлетической команды. Интерес к лёгкой атлетике способствует появлению серии картин на спортивную тематику. В 1926 художник совершает поездку в Париж, где знакомится с австрийским архитектором Адольфом Лоосом. Постепенно М.Аккерман всё более переходит к абстрактному и конструктивистскомиу искусству. В 1928 он в штутгартском Доме искусств Шаллер встречается с В.Кандинским и Георгом Гроссом. В 1930 году М.Аккерман организует при Народной высшей школе Штутгарта семинар по абстрактному (как он его называл — «абсолютному») искусству. После прихода в Германии к власти национал-социалистов работы художника были отнесены к произведениям дегенеративного искусства и удалены из немецких музеев. В 1936 ему было запрещено преподавать и выставляться. Мастер селится на Боденском озере, где продолжает рисовать. В 1943 году, во время авианалёта, была разрушена его художественная мастерская.
После окончания Второй мировой войны картины М.Аккермана были высоко оценены творческой общественностью. Он признаётся одним из ведущих мастеров абстрактного искусства в послевоенной Германии. В различных городах этой страны проходили его персональные выставки, работы М.Аккермана участвуют в различных коллективных экспозициях. Художник живёт попеременно на Боденском озере и в Штутгарте. В 1957 году ему был присвоен титул профессора, и М. Аккерман окончательно переехал в Штутгарт. В 1964 году он как почётный гость живёт на римской Вилла Массимо, где создаёт серию пастельных «римских» работ. Скончался после тяжёлой болезни и вследствие инсульта. В 2018 году его работы впервые были представлены на персональной выставке в немецкой галерее в Тэгу (Южная Корея).
М. Аккерман — кавалер Большого креста ордена «За заслуги перед Федеративной Республикой Германия» первого класса.